# Винотай, Тиратеп
Тиратеп Винотай, также известный как Лисоу (род. 16 февраля 1985 года в Бангкоке) — тайский футболист, играющий на позиции форварда за клуб тайской лиги «Чонбури». На молодёжном этапе карьеры выступал за английские «Кристал Пэлас» и «Эвертон».
Он получил степень бакалавра на преподавательском факультете Университета Чулалонгкорна.

## Клубная карьера

### Молодёжная карьера
Тиратеп учился в частной школе Брентвуд, Эссекс, Великобритания. В это время он представлял юношескую сборную Таиланда, а также играл за молодёжный состав лондонского клуба «Кристал Пэлас». Своими выступлениями за школьную команду он помог ей выйти в финал Кубка Англии среди независимых школ 2001 года, он забил восемь голов в четырёх матчах турнира. В конце концов, он провёл ещё один год в «Эвертоне», прежде чем вернулся в Таиланд.

### Профессиональная карьера
В 2006 году в возрасте 21 года форвард присоединился к клубу тайской Премьер-лиги «БЭК Теро Сасана» и сыграл за клуб до 2008 года, проведя 65 матчей и забив 22 гола. Также в 2008 году он был награждён титулом лучшего нападающего года.
В 2009 году тайскую звезду подписал бельгийский «Льерс» за неназванную сумму. Однако Лисоу провёл большую часть времени в новом клубе в резервной команде и сыграл всего восемь матчей. После первого сезона в бельгийском клубе он вернулся в Таиланд, где на правах аренды играл за будущих чемпионов тайской Премьер-лиги «Муангтонг Юнайтед».

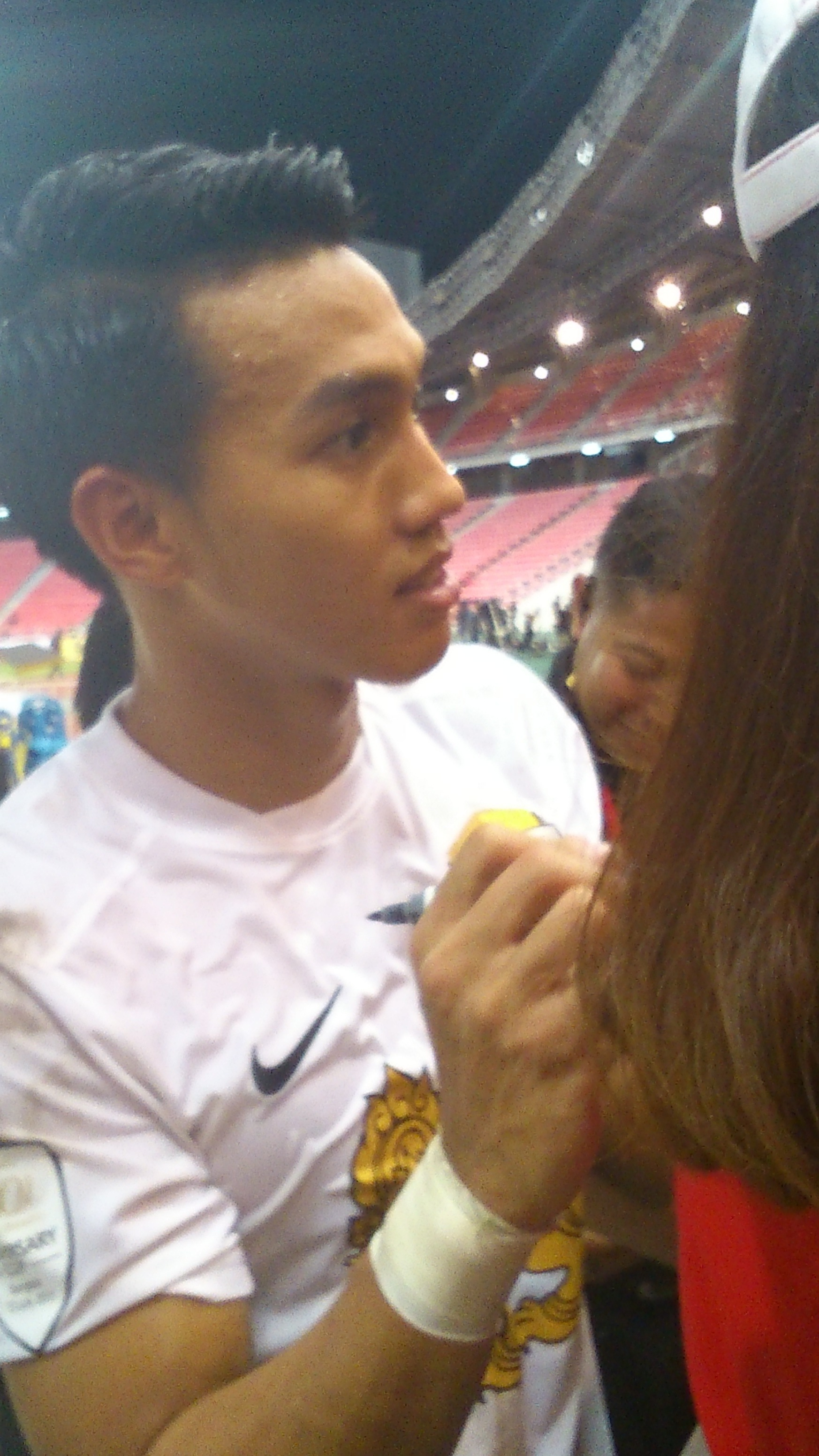
Тератип даёт автограф после матча с «Манчестер Юнайтед»

Тиратеп сыграл 23 матча и забил четыре гола за «Муангтонг», а оставшуюся часть сезона провёл со своим бывшим клубом «БЭК Теро Сасана», где сыграл восемь матчей и отметился тремя голами. В конце концов, Лисоу снова присоединился к «БЭК Теро Сасана» и, несмотря на травму, в сезоне 2010/11 сыграл ещё 15 матчей. В начале 2012 года Тиратеп снова сменил клуб, перейдя в «Бангкок Гласс».
13 июля 2013 года Тиратеп сыграл за сборную тайской Премьер-лиги в матче против «Манчестер Юнайтед» на стадионе «Раджамангала». Он забил единственный гол матча и принёс своей команде победу. В сентябре 2013 года Тиратеп был признан игроком месяца в чемпионате.
В 2014 году Тиратеп перешёл в «Полис Юнайтед», но клуб вылетел из тайской Премьер-лиги. В 2015 году Тиратеп играл за «Полис Юнайтед» в Первом дивизионе 1. Свой первый гол в сезоне он забил в выездном матче против «ПТТ Районг» и помог команде выиграть со счётом 2:1. 17 октября 2015 года Тиратеп уже в домашнем матче против того же соперника оформил хет-трик, в итоге «Полис Юнайтед» разгромил соперника со счётом 6:0 и завоевал повышение в Премьер-лигу Таиланда.
24 января 2016 года Винотай присоединился к «Бангкок Юнайтед».
26 июня 2019 года Винотай отправился в аренду в «Чонбури», он забил свой первый гол за клуб в матче против «ПТТ Районг».

## Международная карьера
Лисоу представлял свою страну на международной арене с самого раннего возраста, будучи очень разносторонним игроком, мог сыграть и на фланге, и в нападении. В 1999 году он представлял Таиланд на юношеском чемпионате мира в Новой Зеландии. В финальном матче Игр Юго-Восточной Азии 2005 года против Вьетнама он оформил хет-трик и помог Таиланду завоевать золотую медаль седьмой раз подряд.
Лисоу дебютировал в основной сборной на Кубке короля Таиланда 2005 года и с тех пор регулярно вызывался в сборную. Исключением были лишь периоды, когда его вызывали представлять страну в отборочных матчах на Олимпийские игры или Игры Юго-Восточной Азии.
Тиратеп попал в заявку из 23 человек на домашний Кубок Азии по футболу 2007 года; хозяева впоследствии заняли третье место в группе A и не вышли в плей-офф. Новый тренер сборной Питер Рид вызвал Тиратепа на Кубок Футбольной федерации Вьетнама 2008. Таиланд выиграл турнир, победив с минимальным счётом Северную Корею и сыграв вничью 2:2 с хозяевами соревнований.
6 марта 2014 года он сыграл за Таиланд в матче против Ливана в квалификации Кубка Азии 2015 года и забил гол с пенальти, однако его команда проиграла со счётом 2:5.

## Стиль игры
Тиратеп известен своей быстротой и работоспособностью. Первоначально он играл на позиции нападающего, но может также сыграть как левый или правый вингер.